# Rubus nutkanus
Rubus nutkanus Moc. ex Ser., 1825 è una di pianta appartenente alla famiglia delle Rosaceae, originaria dell'America settentrionale.
I frutti sono commestibili e vengono usati nella preparazione di confetture.

## Distribuzione e habitat
L'areale di Rubus nutkanus è racchiuso tra l'Alaska a nord, l'Ontario e il Michigan a est, e il Messico settentrionale a sud.